# Rocket Raccoon
Rocket Raccoon, conhecido no Brasil como Rocky Racum, é um personagem fictício que aparece nas histórias em quadrinhos publicadas pela editora Marvel Comics. Ele é um guaxinim antropomórfico inteligente, atirador habilidoso e grande estrategista. Seu nome e trejeitos são um aceno para a canção "Rocky Raccoon", dos Beatles, de 1968.
Ele aparece como um membro proeminente da equipe de super-heróis Guardiões da Galáxia desde o relançamento do time em 2008. O personagem já apareceu em várias adaptações de outras mídias como membro dessa equipe, incluindo séries animadas de televisão, videogames e brinquedos. Ele aparece no Universo Cinematográfico Marvel dublado por Bradley Cooper.

## Biografia ficcional do personagem
Rocket Raccoon atuou como o "Guardião do Quadrante Keystone", uma área do espaço isolada do resto do cosmos pelo chamado "Muro Galático". Rocket também foi o capitão da espaçonave "Rack 'n' Ruin". Ele e seu companheiro Wal Russ (uma morsa falante) são do planeta "Halfworld", uma colônia abandonada para doentes mentais, onde animais são geneticamente manipulados para dar-lhes inteligência a níveis humanos e a capacidade de andar em duas patas para muitos se tornarem cuidadores dos detentos. Rocket foi chefe da segurança que protegia a colônia de ameaça distintas.

### Encontrando Hulk
A primeira tentativa de Jakes de roubar a Bíblia de Gideão, para decifrar seus segredos e transformá-los em lucro é interrompida por Hulk. Ele tinha sido transportado para Halfworld pelas energias liberadas pelo Mestre da Galáxia e foi recebido por Rocket e Wal Russ. Hulk percebeu que gostava desses dois bichos e ajudou a defendê-los contra um poderoso tanque chamado Robomower. Os três vão para a nave espacial de Rocket, a Rack 'in' Ruin e fogem.
Rocket explica a Hulk que Halfworld é ameaçado por uma morsa insidiosa chamada Judson Jakes. Jakes procurou adquirir a fabulosa Bíblia de Gideão, que ele acreditava que lhe permitiria conquistar não só Halfworld, mas todo o Quadrante de Keystone. Hulk concorda em ajudar Rocket e Wal Rus a proteger a Bíblia das garras de Judson Jakes.
Rocket Raccoon voa para o Cuckoo's Nest, onde descobre que Judson Jakes não só roubou a Bíblia de Gideão, mas também sequestrou a namorada de Rocket, Lylla. Os três embarcam de novo na nave e se dirigem para a sede de Judson, o Spacewheel.
Enquanto Rocket procura desesperadamente Lylla, Hulk tem um encontro com o cientista chefe de Judson, o Tio Pyko. Pyko sabe que a força prodigiosa de Hulk daria aos seus inimigos uma grande vantagem, então ele convence Hulk à voltar pra Terra. Ele fornece a Hulk os meios para teleportá-lo a sua terra natal. Entretanto, Rocket consegue derrotar Judson Jakes. Embora ele não consiga recuperar a Bíblia de Gideão, ele consegue resgatar Lylla.

### Labworld
Rocket é capturado pelo enigmático alienígena, Estranho, sendo aprisionado no Labworld de Estranho para servir como sua cobaia de experiências. Ele permanece preso até ser libertado por Overmind.

### Guerra dos Brinquedos
O Mayhem Makaniks de Jake encontra sua primeira competição quando o serpentino Lord Dyvyne organiza o "Dyvynities, Inc." E Jakes recua ao subsolo e uma Guerra dos Brinquedos se segue. Ambos cobiçam Lylla, que era legítima herdeira do império de brinquedos e namorada de Rocket Raccoon.
Rocket se opôe a Jakes e Dyvyne tentando acabar com a guerra. Os dois unem forças numa tentativa mútua de matá-lo, mesmo quando Tio Pyko se junta a Rocket. Pyko, Lylla, Rocket e seu primeiro parceiro, Wal Russ, levam a Bíblia de Gideão para apresentar ao Robô Principal, que combina as informações contidas no volume com a tecnologia avançada dos robôs para criar capacetes que curassem os humanoides conhecidos como Loonies. Os quatro animais distribuem os capacetes. Um último ataque de Jakes e Dyvyne é estreitamente frustrado pelos animais, os robôs e os humanoides recentemente reconhecidos.
Os humanóides agradecidos começam a planejar o futuro, e oferecem a Rocket, aos outros animais e aos de robôs uma posição como assistentes e artistas. Não interessados , os animais e os robôs entram em uma nave e lançam uma expedição para explorar o espaço e seus muitos mundos.

### Invasão Phalanx
Mais tarde, Rocket é preso pelos Kree no planeta Aladon Prime. Onde conhece aquele que seria seu grande parceiro, Groot.
Em Aladon Prime, ele é apresentado a Peter Quill, como um dos membros de uma equipe comandada por Peter para combater os Phalanx, que haviam tomado o Império Kree. O resto da equipe incluia Bug, Deathcry, Mantis, Capitão Universo e Groot. Rocket foi apresentado como o grande estrategista tático e perito em armas do grupo. Rocket inicia um vínculo com Groot.
Eles são enviados ao Planeta Hala para destruir uma instalação de reprodução de biotecnologia. Onde seriam atacados de vez em quando, mas Rocket se prova um companheiro leal e um útil combatente. Logo a equipe é atacados pelos Phalanx. Durante a batalha, o Capitão Universo mata Deathcry em um ato de legítima defesa, Groot também é morto enquanto escapam. Rocket percebe que naquele momento, ele havia perdido um amigo.
Poucos dias depois, enquanto esperava que Quill voltasse de uma missão de reconhecimento, Rocket vê Groot vivo novamente, porém, ainda em tamanho pequeno. Quill chega com a notícia de que os Phalanx haviam liberado um vírus no ar - o que significa que todos no planeta estavam lentamente se infectando. De repente, os Phalanx atacam a equipe, e eles são forçados a fugir. Eles fogem para as ruas abertas de Hala. Lá, Rocket, Quill, Bug e o pequeno Groot são capturados, enquanto Mantis e Capitão Universo observam a captura. Mais tarde, preso, Rocket debate com a equipe o que os Phalanx fariam. Rocket especula uma possível dissecação. Mantis e Capitão Universo eventualmente conseguem tirá-los da prisão e obtêm mais informações sobre o vírus. Eles fogem, mas são atacados por soldados Kree. Os soldados Kree imediatamente desobedecem as ordens dos Phalanx de evitar sua fuga quando descobrem que estavam disparando contra o lendário Senhor das Estrelas. Eles devolvem a equipe sua nave e Rocket a pilota pra fora de Hala com intuito de chegar a um outro Planeta Kree, Alon-Gin. Depois de alguns dias se recuperando, Groot volta ao seu tamanho normal. Capitão Universo fica sem poderes e os outros vêm a Quill prontos para a próxima missão.
Alguns dias depois, Rocket e o grupo estavam de volta a Hala fazendo parte de uma resistência Anti-Phalanx, que Quill estava secretamente liderando. O plano de Rocket era ser capturado, torturado e "morto" pelos Phalanx para que assim pudesse liberar esporos dentro do Babel Spire, o centro de poder dos Phalanx, o plano funciona. Não muito tempo depois, eles entram no pináculo e começam a plantar bombas em torno do lugar. Mantis telepaticamente comunica Rocket para lhe dizer que Quill tinha sido capturado e o Capitão Universo tinha sido morto. Ele imediatamente vem com um plano junto a Groot envolvendo Mantis, pois suas habilidades serviriam para acelerar as habilidades crescentes de Groot para que ele pudesse envolver-se em torno da Babel Spire. Uma vez que Groot se enrola nela, Rocket, Mantis e Bug vão para resgatar Quill. Eles encontram a entrada mais próxima e saltam pra fora, assim, Groot destrói a torre. De volta às ruas de Hala, eles são atacados pelo líder dos Phalanx, Ultron (no corpo do herói cósmico Adam Warlock). Ultron é logo atacado e subjugado por Mantis, mas não antes dele atacar o resto da equipe. Nova Prime, Gamora e Drax o Destruidor chegam para salvá-los.O objetivo de Quill agora era sair da briga. Quill traz consigo uma Mantis inconsciente, enquanto Rocket mantém um pequeno galho de Groot para plantar mais tarde. Eles vem que os Phalanx estavam construindo uma estrutura gigante, que acabaria por ser uma versão gigante de Ultron. Antes que tivessem tempo de reagir, mais heróis cósmicos chegam para derrotar Ultron. Quasar e Adam Warlock finalmente conseguem derrotar Ultron, e o império Kree é salvo.

### Guardiões da Galáxia
Rocket junta-se aos novos Guardiões da Galáxia, a pedido de seu amigo Star-Lord. É ele quem sugere que a equipe adote esse nome depois de ter ouvido do Major Victory. Mais tarde, quando a equipe quase se desfaz, pois Peter Quill havia desaparecido (enviado para a Zona negativa por Ronan), Rocket mantém a equipe ativa, e traz Groot como novo membro, pois os dois haviam se tornado grandes amigos anteriormente. Ele se torna o líder do grupo até o resgate de Peter, e salva a Terra por diversas vezes de invasões alienígenas.

### Mojo TV
Rocket e Groot estão em uma barra de espaçador sujo, de baixo para baixo, quando são abordados por um grupo da raça Badoon que tentam prendê-los por cometer "Crimes contra a Irmandade Real". Segue-se um tiroteio rápido e Rocket cria uma rota de fuga através de buracos de tiro nos barris de cerveja fazendo os Badoon escorregarem. A dupla faz uma saída apressada e quando já afastados eles se encontram perseguidos pelos Badoon novamente. Rocket pede para que Groot tome uma atitude enquanto ele tenta aumentar o stardrive para permitir que eles escapem. Ele encontra o compartimento stardrive vazio. Mojo pede que corte a cena e diz: - até o próximo episódio.
Eles então se encontram olhando para um compartimento vazio onde um stardrive deveria estar e questionando o porque deles estarem ouvindo vozes como se de repente suas vidas tivessem um narrador ou algo assim. Sua nave explode e eles aparecem no espaço desnorteados com o que aconteceu e como foram parar lá. Eles atacam os Badoon forçando um dos pilotos a ejetar, ele começa a despencar para um planeta de gelo abaixo. Mojo pede que a cena corte e acerte o Bio-Estase em suas estrelas. Ele passa a planejar a próxima cena esperando fazer um enorme dinheiro no show. No fundo, o dispositivo de processamento de remessa Timely Inc. de Rocket analisa a situação e informa a dupla que eles estão envolvidos em uma construção dramática artificial. Eles explodem através de uma parede percebendo que estão no "Flarkin TV Studio" e são confrontados por um holograma de Mojo que abre fogo com armas reais. Rocket e Groot são transportados para o Mojoverso pelo produtor de TV inter-dimensional conhecido como Mojo. Ele havia decidido usar a dupla em seu mais recente reality show de televisão. Ele recruta vários criminosos que os heróis enfrentaram no passado. Ele coloca a dupla em cenários, onde eles teriam que batalhar novamente, no entanto, se uma forma de vida inocente for pega no fogo cruzado, eles seriam mortos no processo. Como a dupla muda de um cenário para outro, Mojo começa a anunciar figuras de ação como um pacote de coleção que permite aos compradores pagar por 7 e levar mais 5 de graça. A demanda é tão alta que Mojo faz fortuna, até o Timely Inc. (o dispositivo de processamento e análise) decidir assumir o controle da situação e manter uma arma Meson Beam B-00-M no rosto de Mojo. Ele permite que o sistema de realidade pare o suficiente de tempo para que Rocket e Groot escapem. Eles confrontam e destroem Mojo que é revelado ser um robô controlado pelo Major Domo.

### Retorno
Rocket, juntamente com o resto de sua equipe, ajuda os Vingadores a lutar contra um Thanos ressuscitado. Thanos consegue obter um Cubo Cósmico do Exército dos Estados Unidos, com o qual ele escapa para Moord, a nação dos Badoon. Os Guardiões chegam à Torre dos Vingadores e informam a eles sobre a situação. Eles se juntam aos Guardiões para enfrentar Thanos e os Badoon.
Depois que Thanos aparentemente mata os Anciões do Universo, para impor sua supremacia, ele se torna um único ser com o Cubo Cósmico que acaba matando os Vingadores, bem como os Guardiões. Mas, na verdade, eles são enviados para o Cancerverso pelos Anciãos; lá, Tony Stark descobre que a arma de Thanos não era realmente um Cubo Cósmico e que ela tinha defeitos. Eles negociam com o Colecionador, em troca de uma arma capaz de desativar o "Cubo" e retornar à Terra, assim, os Vingadores e os Guardiões deixariam Thanos ser punido pelos Anciãos. Com a ajuda de outros membros dos Vingadores, Thanos é derrotado e enviado aos Anciãos.

## Poderes e habilidades
- Fisiologia de guaxinim: Rocket possui as mesmas habilidades atribuídas aos guaxinins da Terra, incluindo um olfato agudo e visão aguçada. A pele marrom dos guaxinins consiste principalmente de uma pelagem densa que protege contra o frio.

- Sentidos aguçados: por ser um guaxinim, Rocket tem os sentidos intensificados para níveis bem acima dos humanos. Capaz de ver bem melhor do que os seres humanos, é extremamente bem adaptado a condições de pouca luz. Seu reforçado olfato lhe permite detectar mudanças sutis em aromas/odores ao seu redor, o que permite a detecção da aproximação de outras pessoas e aumenta sua capacidade de operar na escuridão. Com a sua ampla gama auditiva ele pode perceber tons fora da gama da audição humana, bem como sons sutis causados por vibrações na terra. Suas patas hipersensíveis lhe permitem identificar objetos antes de tocá-los com vibrissas localizadas acima de suas garras.

### Habilidades
- Grande estrategista: Rocket é um ótimo estrategista. Peter Quill uma vez lhe disse: "Você tem a melhor mente tática que eu já conheci. Tanto dentro como fora do campo de batalha." Ele é capaz de formular rapidamente estratégias de batalha e seu brilhante senso tático lhe permite alterar qualquer estratégia pra que ela se adapte a situação.
- Perito em armas: Rocket é bem versátil no uso de quaisquer armas de fogo de alta potência encontradas dentro da Galáxia.
- Mestre em combate corpo-a-corpo: Rocket é um especialista em combate corpo-a-corpo, sendo muito hábil em vários estilos de luta.
- Piloto: Rocket é um habilidoso piloto de espaçonave.

### Equipamentos
- Botas a jato: botas movidas a propulsão, geralmente usada por Rocket para se mover pelo espaço.
- Grande arsenal: Rocket possui uma grande variedade de armas a laser, bem como armas de fogo, canhões, entre outras armas fabricadas ao longo da galáxia.

## Em outras mídias

### Televisão
- Rocket Raccoon (junto com os outros Guardiões) aparece em The Avengers: Earth's Mightiest Heroes no episódio "Michael Korvac", dublado por Greg Ellis, reprisando seu papel de Ultimate Marvel vs Capcom 3.
- Rocket aparece novamente na série animada Ultimate Spider-Man no episódio "Guardiões da Galáxia" dublado por Billy West. Ele é visto como um membro dos Guardiões da Galáxia e treinador de Sam Alexander. Homem Aranha e os Guardiões salvam a Terra da Legião de Korvac.
- Rocket Raccoon aparece em Avengers Assemble, interpretado inicialmente por Seth Green em "Guardians and Spaceknights" e mais tarde por Trevor Devall em "Widow's Run".
- Rocket Raccoon aparece no episódio "É um esmagamento maravilhoso" de Hulk and the Agents of S.M.A.S.H., onde Seth Green volta a fornecer a voz do personagem.
- Rocket Raccoon aparece no episódio "Guardians of the Galaxy" do anime Marvel Disk Wars: The Avengers, interpretado por Fumihiro Okabayashi.
- Rocket Raccoon aparece no especial de Natal Marvel Super Hero Adventures: Frost Fight!, novamente interpretado por Trevor Devall. Para ganhar dinheiro para reparar sua nave, Rocket Raccoon e Groot assumem a recompensa para obter o Papai Noel e acabe encontrando a Mamãe Noel.
- Rocket é um dos personagens principais da série animada lançada em 2015, Guardiões da Galáxia.
- Rocket aparece na série de curtas "Rocket and Groot".

### Filmes
Rocket Raccoon é dublado por Bradley Cooper nos filmes do Universo Cinematográfico Marvel, com Sean Gunn fazendo a captura de movimento do personagem.
- Rocket faz sua primeira aparição em Guardiões da Galáxia (2014). Além de ser geneticamente alterado, Rocket mostra-se que possui implantes cibernéticos dentro do corpo. Seu verdadeiro nome no filme é 89P13, mas atende pelo nome Rocket no filme e pergunta "O que é um guaxinim?" quando falado de sua semelhança com o animal por Peter Quill. Ele atua como piloto e especialista técnico da equipe, fornecendo a arma que a Quill usa contra Ronan, o Acusador, no confronto final e pilotando uma nave Ravager no ataque final contra a frota de Ronan. Rocket também mostra um talento para fugas. Tendo escapado anteriormente de 22 prisões, ele projeta e executa um esquema para libertar seus eventuais companheiros de equipe da prisão da Tropa Nova. A roteirista Nicole Perlman afirmou que os primeiros rascunhos do filme não incluíam o personagem devido a "um pouco de medo de que ele viesse a ser cartunesco porque ele é um guaxinim". O presidente da Marvel Studios, Kevin Feige, foi persuadido a aprovar a inclusão de Rocket no filme. Um guaxinim real chamado "Oreo" foi usado no set para ajudar os animadores a capturar com precisão o movimento e os comportamentos do seu modelo CGI. O diretor James Gunn levou Oreo à estreia europeia do filme.

- Cooper e Gunn voltaram na sequência, Guardiões da Galáxia Vol. 2, lançado em 2017. No filme, ele faz com que a equipe seja perseguida pelos Soberanos depois de roubar suas baterias anulax, roubadas para a irritar Quill e Gamora. Ele é deixado no planeta em que eles pousaram (como resultado dele e Quill ter lutado pelos controles) para proteger Nebulosa com Baby Groot depois que o resto explore o planeta Ego. Eles são capturados pelos Ravagers e presos com Yondu. Durante a prisão, Rocket e Yondu se tornam próximos após descobrirem que são aparecidos, eles conseguem escapar da nave com Baby Groot e o  braço direito de Yondu, Kraglin. Eles ajudam os outros Guardiões a combater as forças do Ego. Quando Rocket tenta ajudar Yondu a escapar do planeta antes de explodir, Yondu pede para ficar para ajudar Quill. Rocket dá-lhe um terno protetor e propulsor a jato e é recebido como um membro dos Guardiões. Ele está triste pelo sacrifício de Yondu no clímax. Em todo o filme há piadas inclui Rocket sendo repetidamente confundido com diferentes animais, sendo irritado quando chamado de guaxinim e ele sendo criticado por seu comportamento grosseiro.

- Cooper retorna como o personagem em Vingadores: Guerra Infinita (2018).[4] Neste filme, Rocket se une a Groot e Thor para forjar a nova arma (Rompe-Tormentas) de Thor. Além disso, Rocket Raccoon ajuda a fornecer a Thor um olho protético para substituir o que ele perdeu em sua luta com Hela. Mais tarde ele se junta aos outros Vingadores e Groot na batalha de Wakanda. Depois de Thanos aniquilar metade do universo, Rocket é o único Guardião restante vivo na Terra, com Nebulosa sobrevivendo em Titan. Uma piada no filme é Thor referindo-se a Rocket como "lebre" (rabbit no original).
- Cooper e Gunn reprisam seus papéis novamente em Vingadores: Ultimato (2019). Três semanas depois de Thanos matar metade do universo, Rocket está vivendo com os Vingadores sobreviventes na sede dos Vingadores. Depois que a Capitã Marvel resgata Tony e Nebulosa e os traz para a sede, Rocket e os outros a acompanham em direção ao planeta que Thanos está vivendo na esperança de usar as joias para trazer todos de volta, mas ao chegar lá, descobrem que Thanos destruiu as pedras. Cinco anos depois, Rocket se uniu aos Vingadores e tem trabalhado ao lado de Nebulosa e ajudando aqueles que precisam, enquanto reportam de volta a Natasha. Depois que Tony e Scott encontram uma maneira de viajar no tempo, Rocket se junta a eles e volta com Thor para Asgard em 2013. Enquanto lá, Rocket pega a Joia da realidade de Jane Foster e os dois retornam ao presente. Rocket ajuda Tony e Bruce a fazer uma Manopla e colocar as joias nela. Bruce coloca a manopla e encaixa, retornando todos os heróis caídos. O Thanos de 2014 aparece nos dias atuais e começa a atacar a sede dos Vingadores deixando Rocket preso nos escombros; após ser resgatado por Rhodes, Rocket junta-se aos Vingadores em sua posição final contra Thanos e seu exército. Tony usa as joias do infinito para desintegrar Thanos e seu exército, mas é morto no processo. Rocket assiste ao funeral de Tony, junto com o resto dos Guardiões da Galáxia (exceto Gamora), e eles deixam a Terra pouco depois.
- Cooper e Gunn reprisarão seus papéis em Guardiões da Galáxia Vol. 3.

- Rocket Raccoon aparece em breve participação animada no filme Ralph Breaks the Internet (2018) da Walt Disney Animation Studios. Ele pode ser visto brevemente conversando com a personagem de Zootopia, Judy Hoops, quando Vanellope Von Schweetz está sendo perseguido por tropas militares de Primeira Ordem da franquia Star Wars.

### Videogames
- Rocket Raccoon é um personagem jogável em Ultimate Marvel vs. Capcom 3, dublado por Greg Ellis, e em Marvel vs. Capcom: Infinite, com a voz de Trevor Devall.
- Rocket Raccoon é um personagem jogável em Disney Infinity, dublado por Nolan North.
- Rocket Raccoon é um personagem jogável no MMORPG Marvel Heroes.
- Rocket Raccoon é jogável em Lego Marvel Super Heroes e sua continuação Lego Marvel Super Heroes 2.
- Rocket Raccoon é personagem jogável nos jogos para celular Marvel: Contest of Champions e Marvel: Future Fight.
- Rocket é personagem jogável junto de Groot em Marvel: Puzzle Quest.

### Brinquedos
- Uma figura de ação Rocket Raccoon foi lançada como parte da linha de brinquedos dos Guardiões da Galáxia em três pacotes em 2011, da série da Hasbro Marvel Universo.
- Rocket Raccoon é uma figura de construção na linha de brinquedos Marvel Legends de 2013.